# Hermitski operator
Hermitski operator {\displaystyle O} je sebi-adjungiran operator . To je, za adjungiran operator {\displaystyle O^{\dagger }} operatorja {\displaystyle O} velja {\displaystyle O^{\dagger }=O}. V pred Hilbertovem prostoru lahko to ovrednotimo s skalarni produktom{\displaystyle {\displaystyle \left\langle Ox,y\right\rangle =\left\langle x,O^{\dagger }y\right\rangle \iff \left\langle Ox,y\right\rangle =\left\langle x,Oy\right\rangle }}Hermitski operator je uvedel Charles Hermite. Ta se najpogosteje uporablja v kvantni mehaniki in kvantni fiziki. Najdemo ga v Schrödingerjevi enačbi.

## Hermitska matrika
Hermitska matrika je enaka svoji adjungirani matriki {\displaystyle A={\displaystyle A^{\dagger }}}. Ta matrika ima realne lastne vrednosti in ortogonalne lastne vektorje.

## Stanja hermitskega operatorja
Naj bo {\displaystyle O} hermitski operator. Lastne vrednosti matrike označimo z {\displaystyle \lambda _{i}}, ustrezne lastne vektorje pa označimo kar z {\displaystyle |\lambda _{i}\rangle }. Stanje {\displaystyle |\psi \rangle }, razvijemo po lastnih vektorjih operatorja {\displaystyle O}{\displaystyle |\psi \rangle =\sum _{i}\alpha _{i}|\lambda _{i}\rangle }Pričakovana vrednost operatorja {\displaystyle O} v stanju {\displaystyle |\psi \rangle } bo tako{\displaystyle \left\langle O\right\rangle =\langle \psi |O|\psi \rangle =\sum _{i}(\alpha _{i}^{\dagger }\alpha _{i})\lambda _{i}}